# English Woman’s Journal
Die Zeitschrift English Woman's Journal war eine Zeitschrift, die zwischen 1858 und 1864 monatlich zum Preis von einem Schilling publiziert wurde. Nach 1860 wurde die Zeitschrift vom Verlag „Victoria Press“ in London herausgegeben, der von Emily Faithfull (1835–1895) geleitet wurde. Sie beschäftigte Arbeiterinnen, im Gegensatz zur normalen Praxis in dieser Zeit.

## Gründer und Ziele
Die Zeitschrift wurde 1858 von Barbara Bodichon, Mary Hays und Bessie Rayner Parkes und anderen gegründet, wobei Bodichon die größte Anteilseignerin war und auch Samuel Courtauld beteiligt war. Parkes war zusammen mit Hays die verantwortliche Herausgeberin. Emily Davies (1830–1921) war 1863 die Herausgeberin der Zeitschrift.
Die Zeitschrift sollte ein Organ für die Diskussion von Frauenproblemen sein: Beschäftigung von Frauen und Gleichheitsprobleme, insbesondere bei Handarbeit oder geistiger Arbeit im Industriebereich, Ausweitung der Beschäftigungsmöglichkeiten und die Reform der Gesetze, in denen es um die verschiedenen Geschlechter ging. Die Zeitschrift enthielt auch literarische und kulturelle Artikel, die nicht direkt mit den zentralen Anliegen zu tun hatten.
Sie war eine wichtige Publikation in der Geschichte der Gesellschaft und des Feminismus. Deswegen wurde sie als eine der sechs Zeitschriften und Zeitungen ausgewählt, die von dem „Nineteenth-Century Serials Edition Project“ (finanziert vom „Arts and Humanities Research Council“) digitalisiert wurde.

## Gleichgesinnte Frauen
Die Gruppe vom „Langham Place“ war der Kreis von gleichgesinnten Frauen, die sich im Haus „19 Langham Place“, dem Büro der Zeitschrift, versammelten. Dazu gehörten Helen Blackburn (1842–1903), Jessie Boucherett (1825–1905) und Emily Faithfull. Eine der Aktivitäten der Gruppe war die Gründung der „Society for Promoting the Employment of Women“ (SPEW) (deutsch: Gesellschaft zur Förderung der Frauenarbeit). Diese Gesellschaft zielte darauf, junge Frauen für ein weites Beschäftigungsspektrum vorzubereiten, indem sie Ausbildungsstellen und technische Trainingsmöglichkeiten anbot.
Diese Zeitschrift (erster Name: English Woman's Journal) wurde weitergeführt unter dem Titel „The Englishwoman's Review“, die 1866 mit ihrem Erscheinen begann und bis 1910 fortgeführt wurde.